# Pilosocereus densiareolatus
Pilosocereus densiareolatus är en kaktusväxtart som beskrevs av Friedrich Ritter. Pilosocereus densiareolatus ingår i släktet Pilosocereus och familjen kaktusväxter. Inga underarter finns listade i Catalogue of Life.